# Sigmund Haringer
Sigmund Haringer (* 9. Dezember 1908 in Aldersbach; † 23. Februar 1975 in München) war ein deutscher Fußballspieler, der mit dem FC Bayern München 1932 die deutsche Meisterschaft gewann und zwischen 1931 und 1937 15 Länderspiele für die A-Nationalmannschaft absolvierte.

## Sportliche Laufbahn

### Vereinskarriere
In München geboren und aufgewachsen begann Haringer im Alter von zehn Jahren in der Fußballabteilung der im Stadtteil Maxvorstadt ansässigen Turngemeinde mit dem Fußballspielen. Sechs Jahre später schloss er sich 16-jährig der Jugendabteilung des FC Bayern München an, deren erste Mannschaft er ab der Saison 1927/28 im Bezirk Bayern, Gruppe Südbayern angehörte. Als Nachwuchsspieler gewann er mit den „Roten“ sowohl die südbayerische als auch die süddeutsche Meisterschaft. Infolgedessen absolvierte er 1928 seine ersten zwei Endrundenspiele um die deutsche Meisterschaft. Am 12. Juli wurde die SpVgg Sülz 07 im Viertelfinale mit 5:2 Toren, zu dem er eins beitrug, besiegt. Zehn Tage später erlebte er im Halbfinale gegen den Hamburger SV mit der 2:8-Niederlage – zur Halbzeit hatte es noch 1:1 gestanden – ein Debakel. Von 1928 bis 1933 gewann Haringer mit seinen Mannschaftsspielern sechsmal in Folge die Südbayerische Meisterschaft. Zu einem weiteren Titelgewinn in den Endrunden um die süddeutschen Meisterschaft reichte es aber nicht mehr; 1929 und 1932 belegte er mit der Mannschaft jeweils den zweiten Platz, der seinerzeit zur Teilnahme an der Endrunde um die deutsche Meisterschaft berechtigte. Anders als 1932, war am 30. Juni 1929 nach der 3:4-Niederlage n. V. – zu diesem Zeitpunkt noch als Halbrechts agierend erzielte er ein Tor – beim Breslauer SC 08 die Endrunde bereits nach einem Spiel beendet.
Zum sportlichen Höhepunkt wurde die Endrunde um die Meisterschaft 1931/32. Der jetzt auf der rechten Verteidigerposition spielende Haringer bildete mit seinem Mitspieler Konrad Heidkamp ein Verteidigerpaar der Extraklasse und war zusammen mit Mittelläufer Ludwig Goldbrunner Garant der Defensivstärke des FC Bayern München. Über die Rivalen Minerva 93 Berlin, PSV Chemnitz (mit Torjäger Erwin Helmchen) und im Halbfinale mit einem 2:0-Erfolg in Mannheim gegen den fränkischen Rivalen 1. FC Nürnberg mit deren Nationalspielern Hans Kalb, Anton Kugler, Richard Oehm und Luitpold Popp, zogen Haringer und Mitspieler in das Finale um die deutsche Meisterschaft 1932 ein. Die Mannschaft von Trainer Richard Kohn bezwang am 12. Juni in Nürnberg vor 55.000 Zuschauern den Süddeutschen Meister Eintracht Frankfurt mit 2:0 Toren und gewann damit die erste deutsche Meisterschaft der Bayern. Haringer hatte es dabei überwiegend mit dem Eintracht-Linksaußen August Möbs zu tun gehabt. Nach der Premierensaison in der Gauliga Bayern, 1933/34, als er mit den Bayern hinter dem 1. FC Nürnberg und dem TSV 1860 München den dritten Platz belegt hatte, sowie nach der Weltmeisterschaft 1934 in Italien, schloss sich der Nationalspieler der dritten Kraft in München, dem FC Wacker an. Der seinerzeitige Wacker-Vorsitzende Eugen Seybold hatte ihn dazu nach einem Streit beim FC Bayern München überredet. Haringer wechselte ein Jahr nach dem Abstieg mit dem FC Wacker München aus der Gauliga zusammen mit seinem Mitspieler Georg Bayerer 1939 zum 1. FC Nürnberg, für den er u. a. das mit 2:1 gegen die Stuttgarter Kickers in der 2. Schlussrunde gewonnene Spiel um den Tschammerpokal bestritt. Seine aktive Fußballerkarriere beendete er 1943, nach seiner Rückkehr zum FC Wacker und 3 weiteren Jahren dort.

### Auswahleinsätze
Nachdem Sigmund Haringer am 11. Januar 1931 in der Verbandsauswahl Süddeutschland beim Bundespokalspiel in Mannheim gegen die Verbandsauswahl Westdeutschland an der Seite von Emil Kutterer, Konrad Heidkamp und Ludwig Hofmann auf der Mittelstürmerposition seinen Einstand mit einem 3:0-Erfolg gefeiert hatte, wurde er von Reichstrainer Otto Nerz erstmals im Länderspiel am 15. März 1931 in Paris-Colombes gegen die Auswahl Frankreichs in der A-Nationalmannschaft zum Einsatz gebracht. Er bildete auf Halbrechts mit Vereinsmitspieler Josef Bergmaier den rechten Flügel und der dritte Bayern-Angreifer Ludwig Hofmann stürmte am linken Flügel. Als Bayern-Stopper Ludwig Goldbrunner am 19. November 1933 beim 2:0-Sieg in Zürich gegen die Auswahl der Schweiz sein Debüt in der Nationalelf gab, verteidigte Haringer in seinem fünften Länderspiel als rechter Verteidiger. Im März 1934 gehörte er der DFB-Elf an, die im WM-Qualifikationsspiel gegen die Auswahl Luxemburgs mit 9:1 Toren gewann. Vom 7. bis 19. Mai fand der WM-Lehrgang mit Testspielen gegen das englische Profiteam Derby County statt. Danach gehörte er zum Aufgebot für die Weltmeisterschaft 1934 in Italien zusammen mit den weiteren Verteidigern Willy Busch und Hans Schwartz an. Er bestritt das Achtelfinale gegen die Auswahl Belgiens, das Viertelfinale gegen die Auswahl Schwedens und das Halbfinale gegen die Auswahl der Tschechoslowakei. Bei der 1:3-Niederlage hatte er Schwierigkeiten mit dem Spielvermögen des gegnerischen Angreifers Antonín Puč. Die Nationalmannschaft belegte den dritten Rang bei diesem Turnier, nachdem sie die Auswahl Österreichs mit 3:2 bezwungen hatte. Sein 15. und letztes Länderspiel absolvierte Haringer am 25. April 1937 in Hannover beim 1:0-Sieg gegen die Auswahl Belgiens an der Seite von Mitverteidiger Reinhold Münzenberg. Elf Länderspiele bestritt der kampfstarke und stellungssichere Verteidiger als Spieler des FC Bayern München, der darüber hinaus ein wuchtiger Freistoß- sowie Elfmeterschütze war; vier Länderspiele in den Jahren 1935 bis 1937 absolvierte er als Spieler des FC Wacker München.
Den Gauauswahlwettbewerb um den Adolf-Hitler-Pokal 1933 gewann er mit der Gauauswahl Bayern am 6. August 1933 in München, mit 6:1 im Wiederholungsspiel gegen die Gauauswahl Berlin-Brandenburg (mit Spielern wie Hans Appel, Heinz Emmerich, Hans Brunke, Johannes Sobeck, Willi Kirsei). Sein letztes Spiel für die Gauauswahl Bayern bestritt er am 7. September 1941 in Chemnitz im mit 0:2 verlorenen Finale gegen die Gauauswahl Sachsens.

## Weiterer Werdegang
Nach dem Zweiten Weltkrieg führte er in München eine Lotto-Toto-Annahmestelle. 1975 verstarb der frühere Nationalspieler im Alter von 66 Jahren.